# Temnostoma vespiforme
Temnostoma vespiforme là một loài ruồi trong họ Ruồi giả ong (Syrphidae). Loài này được Linnaeus mô tả khoa học đầu tiên năm 1758. Temnostoma vespiforme phân bố ở miền Tân bắc